# 船舶警報通報装置
船舶警報通報装置ないしは船舶保安警報装置（電波法施行規則28条3項）（英語:Ship Security Alert System, SSAS）は、船舶に対するテロ行為や海賊による襲撃などの際に使用される緊急通信機器。船内や他船に気付かれることなく船舶識別情報や現在位置を含んだ警報を緊急通報受理機関に対し送信することができる。海上における人命の安全のための国際条約（SOLAS条約）の改定により国際航海を行う総トン数500トン以上の船舶に搭載が義務付けられた。また、この操作スイッチは船内の2か所に設けられ、船長と船舶保安管理者（SSO）のみが存知する。
この機器を使用し通報を行うと遭難信号とは異なり船主（船籍）が属する対応機関にのみ情報が送信される。通信方法は各々独自に設定され、標準化はされておらず、日本ではコスパス・サーサットないし電子メールを承認している。2005年10月に行われたコスパス・サーサット理事会においてコスパス・サーサットを使用したSAAS受信システムの導入が決定されており、日本ではMCC（情報集約センター）のソフトウェアの改修を行い対応が可能となった。

## 問題点
今日運用されている非常用位置指示無線標識装置（EPIRB イーパブ）での誤送信率は90%と高く、SSASでも同率の予想がされており、遭難信号の場合、発信元に対し確認作業が行えるが、テロなどの場合、船員の生命に危機が及ぶため確認作業が行えないことが懸念されている。